# Oroplexia albiflexura
Oroplexia albiflexura là một loài bướm đêm trong họ Noctuidae.